# بولين لونا
ماري بولين جيمينيز لونا سوتو (من مواليد 10 نوفمبر 1988) ممثلة وشخصية تلفزيونية فلبينية. ظهرت على شبكة جي إم أي ، لا سيما كواحدة من المضيفين المنتظمين للبرنامج الفلبيني المتنوع منذ فترة طويلة أكل بولاغا! حيث تصور شخصية الطفل والمرأة بيبي بولينغ.